# 1866 au Canada
Pour un article plus général, voir Chronologie du Canada.
Cet article traite des événements qui se sont produits durant l'année 1866 au Canada.

## Événements

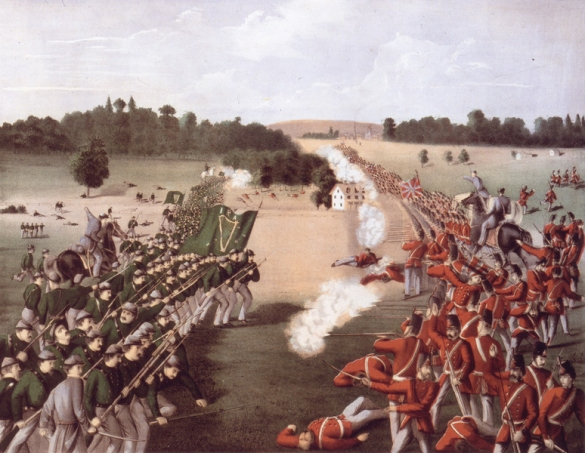
Raids féniens - Bataille de Ridgeway

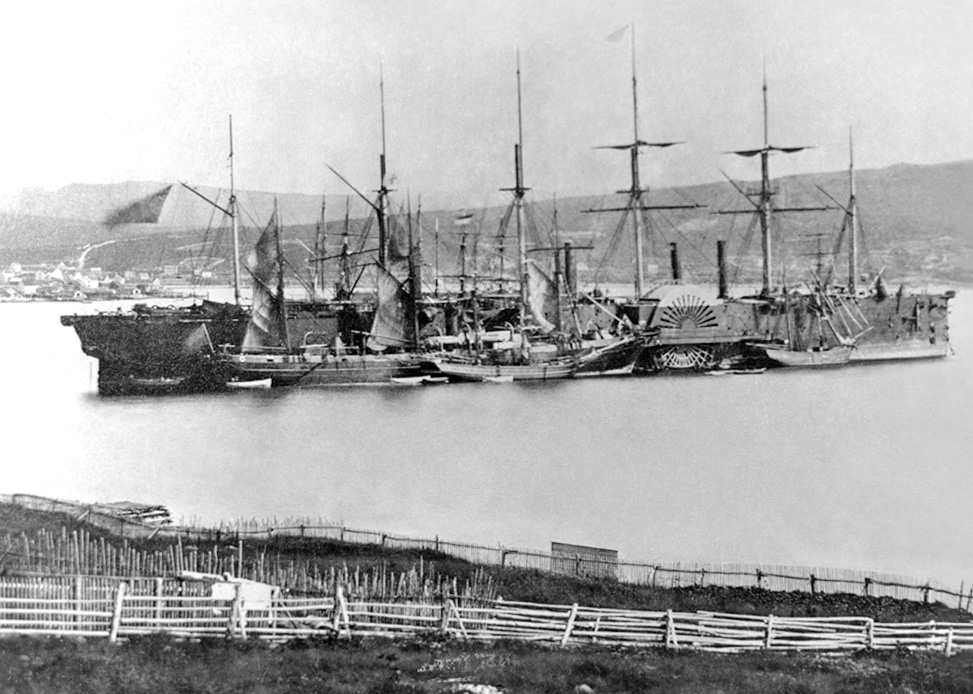
Navire SS Great Eastern qui posa le premier câble de télégraphie transatlantique

- 17 mars : les États-Unis dénoncent le traité de réciprocité avec le Canada[1].
- Avril : premier raid fénien. Raid sur l'île Campobello au Nouveau-Brunswick. Une armée provenant de la Nouvelle-Écosse incite les féniens à se retirer.
- 2 juin : bataille de Ridgeway.
- 9 juin : le militaire Timothy O'Hea obtient la croix de Victoria pour avoir éteint l'incendie d'un wagon de munitions près de Danville (Québec).
- 27 juillet : premier câble télégraphique transatlantique reliant Terre-Neuve à la Grande-Bretagne (via l'Irlande).
- 6 août : les colonies de l’île de Vancouver et de la Colombie-Britannique fusionnent. Leur capitale est Victoria.
- 4 décembre : ouverture de la conférence de Londres la dernière à préparer la confédération canadienne. Elle adopte les conclusions de la conférence de Québec.
- 6 décembre : à l’hôtel Westminster Palace de Londres, Alexander Tilloch Galt fait adopter l’article 93 pour que les droits scolaires des minorités soient garantis au Bas et au Haut-Canada.
- Codification du droit civil. Le Bas-Canada adopte son code civil.
- Charles La Rocque est nommé évêque du diocèse de Saint-Hyacinthe.
- Ouverture du magasin Ogilvy's à Montréal.

## Culture
- Livre Mémoires de Philippe Aubert de Gaspé.
- La Voix d’un exilé de Louis-Honoré Fréchette.

## Naissances
- 10 janvier : Joseph-Édouard Caron (homme politique) († 16 juillet 1930)
- 6 avril : Raymond-Marie Rouleau, archevêque de Québec. († 31 mai 1931)
- 14 avril : Joseph-Dominique Guay, (journaliste et homme d'affaires). († 18 septembre 1925)
- 19 juillet : Julien Daoust, comédien. († 8 décembre 1943)
- 22 juillet : Jean-Baptiste-Arthur Allaire, religieux et historien. († 9 octobre 1943)
- 1er septembre : Clifford William Robinson, premier ministre du Nouveau-Brunswick.
- 12 septembre : Freeman Freeman-Thomas, gouverneur général du Canada.
- 6 octobre : Reginald Fessenden, inventeur. († 22 juillet 1932)
- 1er novembre : Rodolphe Lemieux, homme politique († 28 septembre 1937)
- 26 décembre : Godfroy Langlois (homme politique) († 6 avril 1928)

## Décès
- 3 février : François-Xavier Garneau, historien.
- 19 février : Charles Richard Ogden, premier ministre du Canada-Uni.
- 7 avril : Antoine Manseau, prêtre missionnaire.
- 11 avril : Edward Bowen, avocat, juge et politicien.
- 26 octobre : John Kinder Labatt, brasseur et fondateur de la brasserie Labatt.
- 1er novembre : Jean-Baptiste-Éric Dorion, journaliste.
- 9 novembre : Joshua George Beard, homme d'affaires et maire de Toronto.
- George-Barthélemy Faribault, bibliographe.